# 倒數行動
是2015年由詹姆斯·麥克特格導演的英美合拍間諜電影和驚悚電影，而米拉·乔沃维奇、皮尔斯·布鲁斯南和迪倫·麥狄蒙為主要演出。
該片在2015年5月29日於美國有限上映和隨選視訊，英國則在2015年6月5日上映。香港和澳門則在2016年1月28日上映。

## 劇情
凱特·雅博特（米拉·乔沃维奇飾）替美國外交安全局在美國駐英國大使館處理工作，並進行調查核證護照的可疑人士，其後遭比爾·泰博（罗伯特·佛斯特飾）阻止。之後同僚在餐館慶祝生日活動時遭遇害，凱特·雅博特則遭「表匠夫」納什（皮尔斯·布鲁斯南飾）嫁禍。她不僅被恐怖份子栽贓，更遭深信的同僚背叛、誣陷。在身陷最毒陰謀與最狠背叛名聲敗壞的情況下，她被迫展開一場洗刷罪名的大逃亡，而同時還得設法阻止這場危及全美國的恐怖攻擊，最後「表匠夫」死在凱特手上。

## 主要演員
| 角色            | 演員                |
| 凱特·雅博特     | 米拉·乔沃维奇       |
| 「表匠夫」納什  | 皮尔斯·布鲁斯南     |
| 森·柏克         | 迪倫·麥狄蒙         |
| 慕林·克萊納大使 | 安吉拉·巴塞特       |
| 標爾·泰博       | 罗伯特·佛斯特       |
| 保羅·安達遜探員 | 詹姆士·達西         |
| 莎莉            | 法蘭西絲·德·拉·托爾 |
| 娜奧美·蘿森芭姆 | 安圖妮亞·湯瑪斯     |

## 製作
該片則在2014年1月20日於倫敦開始拍攝， 拍攝於倫敦5星期前，則移師至保加利亞索菲亞拍攝，為期3星期。 艾瑪·湯普遜原本為該片進行推廣的，可惜以其他事務為理由而推卻。

## 拍攝和市場
艾茲美娛樂於2015年3月20日收購美國電影發行權。 該片在2015年5月29日，於美國有限上映和隨選視訊。 獅門娛樂在2015年6月5日於英國發行。

## 評價
美國的評價反應不一，其中爛蕃茄評分只給34%。其他評價也反應不一，其中香港南華早報Richard James Havis編輯者評為「特技笨拙、劇本低劣」，意味著對劇情難以明白事理
。

## 外部連結
- 官方网站
- 互联网电影数据库（IMDb）上《倒數行動》的资料（英文）
- 爛番茄上《倒數行動》的資料（英文）
- Metacritic上《倒數行動》的資料（英文）